# Novo-Nikolàievka
Novo-Nikolàievka (en rus: Ново-Николаевка) és un poble de l'óblast d'Astracan, a Rússia, segons el cens del 2021 tenia 1.066 habitants.